# Centris rubripes
Centris rubripes är en biart som beskrevs av Heinrich Friese 1899. Centris rubripes ingår i släktet Centris och familjen långtungebin. Inga underarter finns listade.